# Cucal capblau
El cucal capblau (Centropus monachus) és una espècie d'ocell de la família dels cucúlids (Cuculidae) que habita la zona del Llac Txad, des de Guinea i Libèria cap a l'est fins al sud de la República Centreafricana i el nord-oest de la República Democràtica del Congo, i cap al sud fins al nord-oest d'Angola, i des de l'est de Sudan del Sud, oest i centre d'Etiòpia i Eritrea cap al sud fins a Ruanda i zona limítrofa de la República Democràtica del Congo.